# Bouéni
Bouéni es una comuna francesa situada en el departamento y la región de Mayotte. 

## Geografía
La comuna se halla situada en la península de su nombre, al sur de la isla de Mayotte y está formado por las villas y/o barrios de
- Bambo-Ouest
- Bouéni-Villa
- Hagnoundrou (Hanyoundrou)
- Majiméouni
- Mbouanatsa (Mbwanatsa)
- Moinatrindri
- Mwanamanga
- Mzouazia

## Demografía
| Gráfica de evolución demográfica de Bouéni entre 1985 y 2017 |
|                                                              |

Fuente: Insee